# Amphilochella laticarpa
Amphilochella laticarpa är en kräftdjursart som beskrevs av Schellenberg 1926. Amphilochella laticarpa ingår i släktet Amphilochella och familjen Amphilochidae. Inga underarter finns listade i Catalogue of Life.